# Gura Văii (okręg Braszów)
Gura Văii – wieś w Rumunii, w okręgu Braszów, w gminie Recea. W 2011 roku liczyła 426 mieszkańców.